# Дудін В'ячеслав Вікторович
В'ячеслав Вікторович Дудін (нар. 25 серпня 1949, Горький — пом. березень 2018) — український художник декоративного скла; член Спілки радянських художників України з 1980 року.

## Біографія
Народився 25 серпня 1949 року у місті Горькому (нині Нижній Новгород, Росія). 1968 року закінчив Нижньогородське художнє училище; у 1974 році — відділення художнього скла Ленінградського вищого художньо-промислового училища, де навчався зокрема у Костянтина Митрофанова та Володимира Маркова.
Упродовж 1974—1987 років працював на заводі «Міконд» у Ташкенті: з 1981 року — головним художником; у 1987—2002 роках — на Київському заводі художнього скла: з 1989 року — головним художником; у 2002—2003 роках — головним художником Київського склотарного заводу; у 2005—2006 роках — художником київської реставраційної фірми «Майстер»; з 2008 року — художником київської склофірми «АртГласс».
Жив у Києві, в будинку на бульварі Леоніда Бикова, № 4, квартира № 24. Помер у березні 2018 року.

## Творчість
Працював у галузі мистецького скла. Серед робіт:
декоративні набори
- «Дачний» (1983);
- «Зимовий вечір» (1984);

декоративні композиції
- «Ретро» (1983);
- «Пара» (1985);
- «Присвята Омару Хаяму» (1986);
- «Святковий стіл» (1986, гута, кольоровий кришталь);
- «Реквієм» (1992);
- «Рибний день» (1994);
- «Кінець гри» (1997);

декоративна пластика
- «Схід сонця» (1991);
- «Неопізнаний об'єкт» (2006);
- «Торс» (2008);

інше
- набір ваз «Спека» (2003);
- корпоративний знак «Zeфір» (2004).

Брав участь у всеукраїнських, всесоюзних, зарубіжних мистецьких виставках з 1976 року. Персональна виставка «Художнє скло В'ячеслава Дудіна» відбулася у Києві у 2009 році.
Окремі вироби майстра зберігаються у Національному музеї історії України та Національному музеї українського народного декоративного мистецтва у Києві, Ташкентському музеї ужиткового мистецтва.

## Відзнаки
- Бронзова медаль ВДНГ (1984);
- Срібна медаль ВДНГ (1988);
- Заслужений художник України з 1992 року.